# اونو پیر
اونو پیر (استونیایی: Uno Piir؛ زادهٔ ۱۳ نوامبر ۱۹۲۹) بازیکن و مربی فوتبال اهل استونی بود.
از باشگاه‌هایی که در آن بازی کرده‌است می‌توان به باشگاه فوتبال تالینا کالو اشاره کرد.